# Хаджі Стака Скендерова
Хáджі Стáка Скéндерова (1828, Сараєво, Боснія і Герцеговина — 26 травня 1891, Сараєво, Боснія і Герцеговина) — сербська православна черниця, перша жінка-письменниця у Боснії і Герцеговини, вчителька та засновниця школи в Сараєво.

## Життєпис
Народилася в Сараєво в сім'ї переселенців із сербського містечка Прієполє. Її рік та місце народження точно невідомо. Деякі вважають, що вона могла народитися в 1821 році в Переполі. Однак загалом вважається, що вона народилася в Сараєво в 1828 році, а Селія Гоксворт навіть вказує 1831-й.
Стака Скендерова все своє життя присвятила освіті та боротьбі за підтримку першої в Боснії та Герцеговині школи для дівчат. Щоб здійснити мету заснування школи, вона була першою жінкою із Сараєво, яка відвідала султана Абдул-Азіза в Стамбулі.
«Св. Жіноча школа Сави» Стаки Скендерової відкрилася 19 жовтня 1858 р. Підтримка, яку вона отримала від Порти та Османської влади, викликала велику ворожнечу з боку заможних сараївських купців, але бідні жителі Сараєва і Сербії ставилися до неї з великою милістю. Багато державних та іноземних чиновників допомогли їй у цьому починанні. Проте після австро-угорської окупації Боснії та Герцеговини в 1878 році школа була закрита через припинення грошової допомоги.
Скендерова була жінкою, яка випереджала свій час. У 1870 році вона здійснила хадж (паломництво) до Єрусалиму і, перебуваючи на Святій Землі, завдяки колишньому губернаторові Боснії і Герцеговини Топалу Осман-паші зустрілася із султаном Абдул-Азізом.
Її поїздка тривала цілий рік, і це було нечуваною подією для того часу. Саме там вона була висвячена як черниця, і оскільки в Сараєво в той час не було монастиря для жінок, Стака чітко показала, що вона жінка яка «відреклася від цього світу», одягнувши чоловічий одяг. Повернення Стаки в Сараєво було тріумфальним, маса людей вийшла привітати жінку.
Останні роки життя боснійської письменниці були відзначені самотністю та бідністю. Вона залишилася без сім'ї. 26 травня 1891 року Скендерова померла внаслідок важких травм, яких завдав кінний вагон, що перевернувся у натовп, у якому була й Стака.

## Хроніка
З ініціативи російського консула Гільфердінга, Стака Скендерова написала Ljetopis Bosne 1825—1856 («Хроніку Боснії» 1825—1856). Ця робота залишається її єдиним відомим твором. Оригінал був загублений, але завдяки Гільфердінгу, який включив Хроніку у свою книгу «Подорожі через Герцеговину, Боснію та Стару Сербію», опубліковану в Петербурзі в 1859 році, праця боснійської вчительки побачила світ у Росії в перекладі російською мовою. У 1976 році Воїслав Максимович переклав книгу на сербську.
Хроніка Стаки написана в традиційній формі усної епічної літератури, яка найкраще зображала потреби такого літопису. Це особиста сповідь та історичні свідчення про життя в Боснії у важкі часи. Скендерова завжди була в центрі соціальних потрясінь, і вона писала про це з захопленням, але також з гіркотою, не шкодуючи суворих пашів, егоїстичних боснійських беїв, мусульманських тиранів або сербських місцевих купців. Хроніка Стаки — це драматична розповідь про «насильство та анархію, страждання та відчай».